# Inspektorat U-Bootów
Inspektorat U-Bootów (UI) – niemiecka komórka organizacyjna Kaiserliche Marine odpowiedzialna za rozwój i zaopatrzenie marynarki wojennej imperium niemieckiego w okręty podwodne. Inspektorat U-Bootów został utworzony rozporządzeniem cesarskim z 13 grudnia 1913 roku, kiedy broń podwodna została wydzielona z Inspektoratu Torpedowego (TI). W rzeczywistości UI rozpoczął funkcjonowanie 15 marca 1914 roku, po ustaleniu jego struktury organizacyjnej. Inspektorat funkcjonował do zakończenia I wojny światowej.
Sukcesy francuskiej marynarki wojennej w konstrukcji okrętów podwodnych w latach 1898 i 1899 doprowadziły niemiecki Inspektorat Torpedowy do podjęcia decyzji o rozpoczęciu budowy własnych jednostek morskich tej klasy. Wzrastająca komplikacja konstrukcji, wzrost znaczenia okrętów podwodnych, zwiększenie liczby ich zadań oraz problemy organizacyjne TI w latach 1910–1913, doprowadziły do utworzenia niezależnego zinstytucjonalizowanego inspektoratu odpowiedzialnego za programy treningowe we wszystkich departamentach okrętów podwodnych oraz flotyllach, utrzymanie okrętów podwodnych, rozwój podwodnego ramienia floty i przegotowane do jego użycia, zwłaszcza opracowanie i rozwój reguł operacyjnych oraz funkcjonowania szkoły okrętów podwodnych.
Pod kontrolą Inspektoratu U-Bootów znajdowały się:
- Departamenty U-bootów;
- Istniejące jednostki okrętów podwodnych i indywidualne U-Booty;
- Szkoła okrętów podwodnych w Mürwik;
- Eksperymenty techniczne i testy zbudowanych okrętów podwodnych.

Siedziba inspektoratu mieściła się w Kilonii, a kontrolę nad UI sprawował Szef Sztabu Spraw Okrętów Podwodnych. Pierwszym szefem sztabu został mianowany kapitän zur see Nordman z kapitänem zur see Siemensem jako adiutantem. Inspektorat U-Bootów wraz ze swoim biurem technicznym odpowiedzialny był za rozwój wszystkich konstrukcji niemieckich okrętów podwodnych w latach I wojny światowej i został rozwiązany po podpisaniu przez Niemcy traktatu wersalskiego, który w artykułach 181, 188, 189 i 191 zabraniał Niemcom posiadania okrętów podwodnych i rozwijania ich konstrukcji.